# Aeroport de Ponta do Ouro
L'aeroport de Ponta do Ouro (codi IATA: PDD, codi OACI: FQPO) és un aeroport que serveix Ponta do Ouro, al sud de la província de Maputo a Moçambic.